# Ponç de Torrella
Ponç de Torrella (? - 29 d'agost de 1254) fou prior de la Catedral de Tortosa durant l'episcopat de Gombau de Santa Oliva. Fou elegit per aquesta diòcesi vers l'any 1213, ja que el març d'aquest any el rei Pere II d'Aragó li expedí un privilegi d'immunitat. També el papa Honori III li concedí diversos privilegis, segons consta en un breu datat el 1220.
Acompanyà a Jaume I en la conquesta de València, i prengué part activa en aquella contesa, pel qual aquell monarca, en recompensa, eixampla els límits de la diòcesi de Tortosa, restituint-lo a l'estat en què estava abans de la invasió dels àrabs.
Assistí al concilis de Lleida (1229) i de Tarragona (1230), i el 1235 demanà aconseguí del papa Gregori IX la confirmació de les donacions que s'havien fet a la seva església.